# Marquette-en-Ostrevant
Marquette-en-Ostrevant é uma comuna francesa na região administrativa de Altos da França, no departamento do Norte. Estende-se por uma área de 7.47 km². Em 2010 a comuna tinha 1 897 habitantes (densidade: 253,9 hab./km²).